# Садове (Воронезька область)
Садове (рос. Садовое) — село в Аннинському районі Воронезької області Російської Федерації.
Населення становить 4064 особи (2018). Входить до складу муніципального утворення Садовське сільське поселення.

## Історія
Населений пункт розташований у історичному регіоні Чорнозем'я. Від 1928 року належить до Аннинського району, спочатку в складі Центрально-Чорноземної області, а від 1934 року — Воронезької області.
Згідно із законом від 15 жовтня 2004 року входить до складу муніципального утворення Садовське сільське поселення.

## Населення
| 1979  | 2000  | 2002  | 2005  | 2010  | 2012  | 2013  |
| ----- | ----- | ----- | ----- | ----- | ----- | ----- |
| 6242  | ↘5333 | ↘5081 | →5081 | ↘4298 | ↘4226 | ↗4245 |
| 2014  | 2015  | 2016  | 2017  | 2018  |       |       |
| ↘4243 | ↘4184 | ↘4126 | ↘4118 | ↘4064 |       |       |